# 미겔 디아스카넬
미겔 마리오 디아스카넬 베르무데스(스페인어: Miguel Mario Díaz-Canel Bermúdez, 문화어: 미겔 마리오 디아스까넬 베르무데스, 1960년 4월 20일 ~ )는 쿠바 공산당 제1서기와 국가주석직을 맡고있다. 쿠바 공산당 소속이며, 그는 2013년 2월 24일부터 2018년 4월 19일까지 쿠바 국가평의회 부의장을 역임하였다.

## 생애
디아스카넬은 1960년 4월 20일 비야클라라주에서 출신으로, 1982년 라스비야스 마르타 아브레우 대학교에서 전자공학을 전공했으며 1985년까지 쿠바 혁명무력에 복무했다. 1987년에는 청년 공산주의자 연맹 대표 자격으로 니카라과에 파견되기도 했다. 1993년 쿠바 공산당에 입당했고, 1994년 쿠바 공산당 비야클라라 주 당대표로 임명되었다.
2003년 쿠바 공산당 위원으로 임명되었으며 같은 해에 쿠바 공산당 올긴 주 당대표로 임명되었다. 2009년 5월 쿠바 고등교육상을 역임했다. 라울 카스트로 쿠바 국가평의회 의장의 후계자로 여겨지고 있으며 그의 정치적 성향은 강경파이며, 그는 쿠바 혁명 이후에 태어난 세대로써 쿠바의 미래를 이끄는 정치 지도자로 떠오르고 있다.
2018년 4월 19일 라울 카스트로에 이어 국가평의회 의장에 올랐다.

## 쿠바의 국가주석 (2019년 ~ )
2019년 10월 10일엔 43년만에 대통령직 폐지 이후로 국가원수에 해당하는 국가주석직이 신설되면서 제15대 국가주석으로 선출되었다. 2021년 4월 19일에 라울 카스트로의 뒤를 이어 쿠바 공산당 제1서기로 선출되었다.

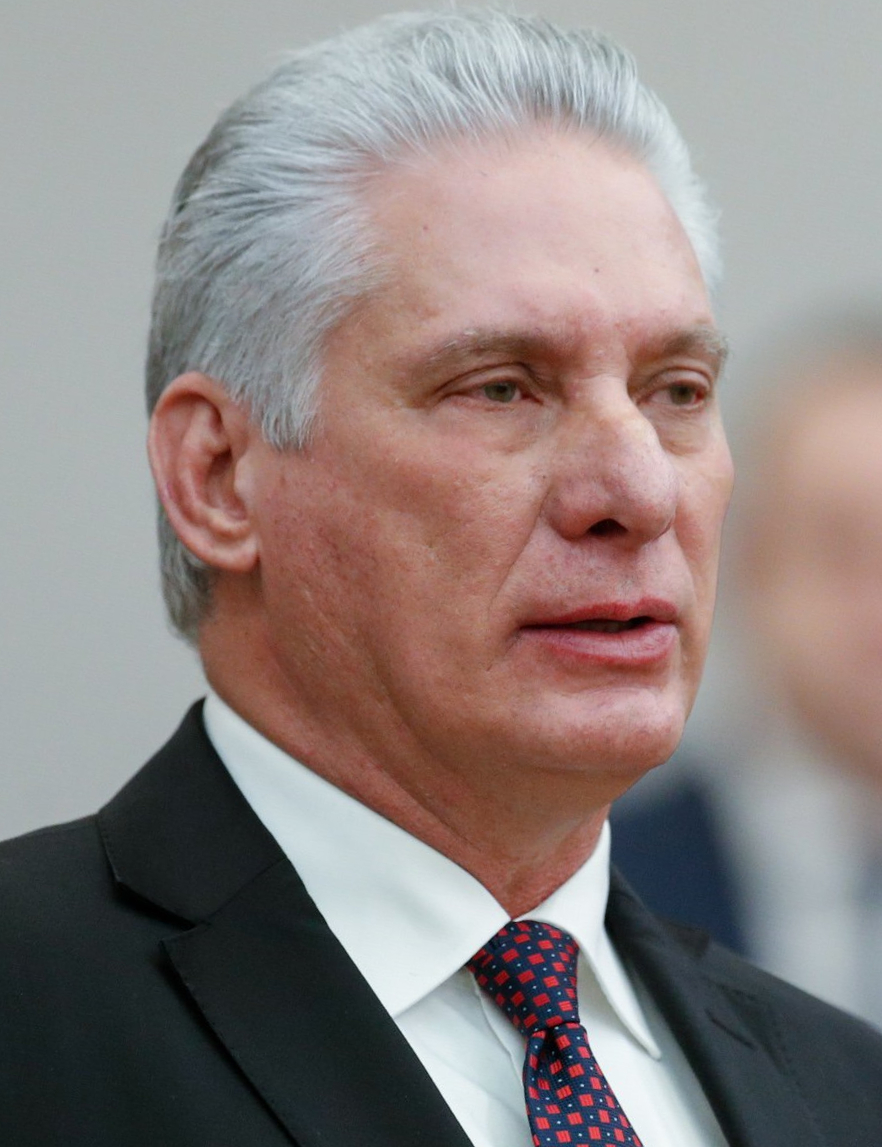
2022년의 미겔 디아스카넬

2023년 공산당 총회의에서 압도적으로 재선 연임에 성공했다.

## 같이 보기
- 체 게바라
- 피델 카스트로
- 라울 카스트로
- 후안 알메이다 보스케